# Lubomia (grodzisko)

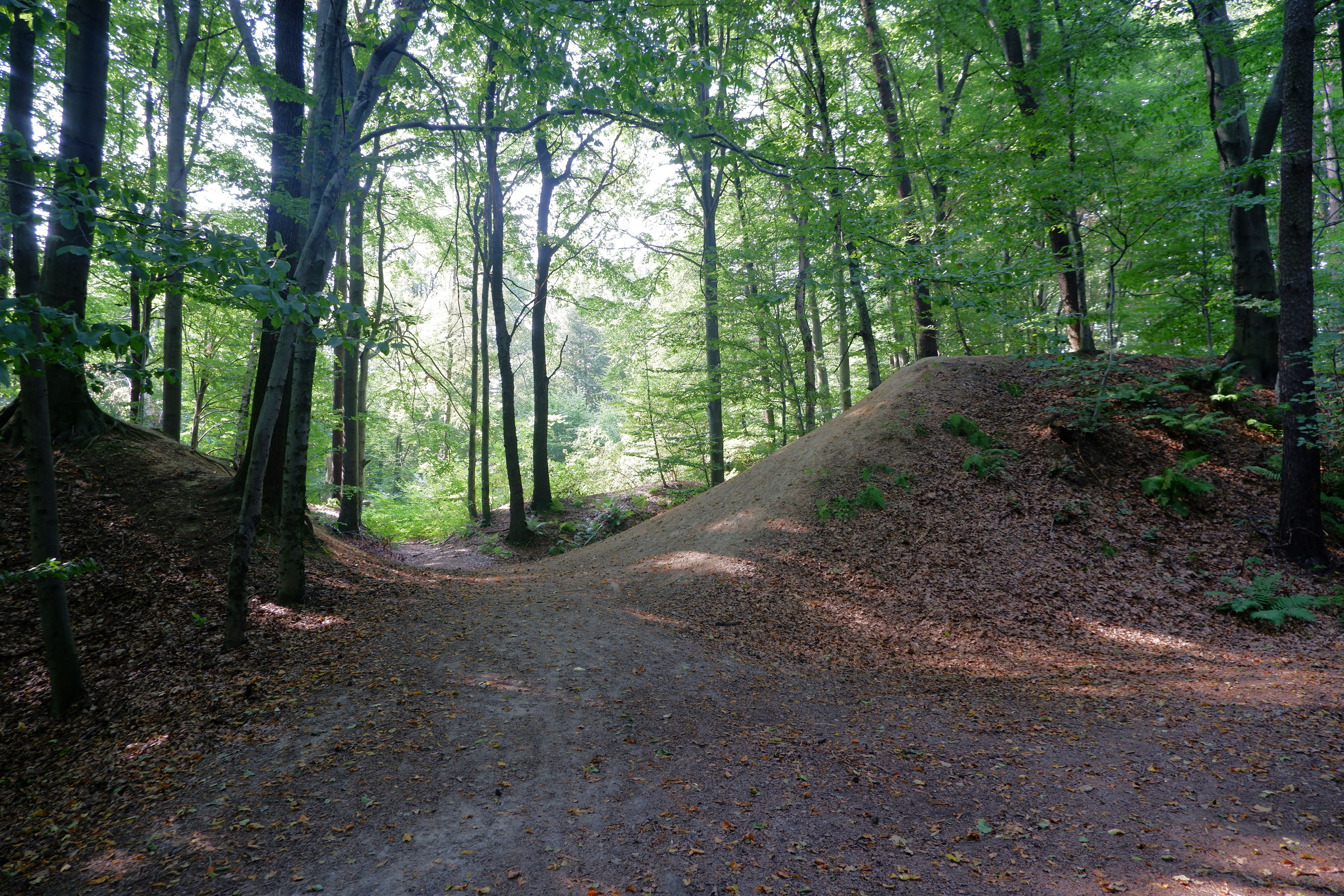
Pozostałości grodziska (2024)

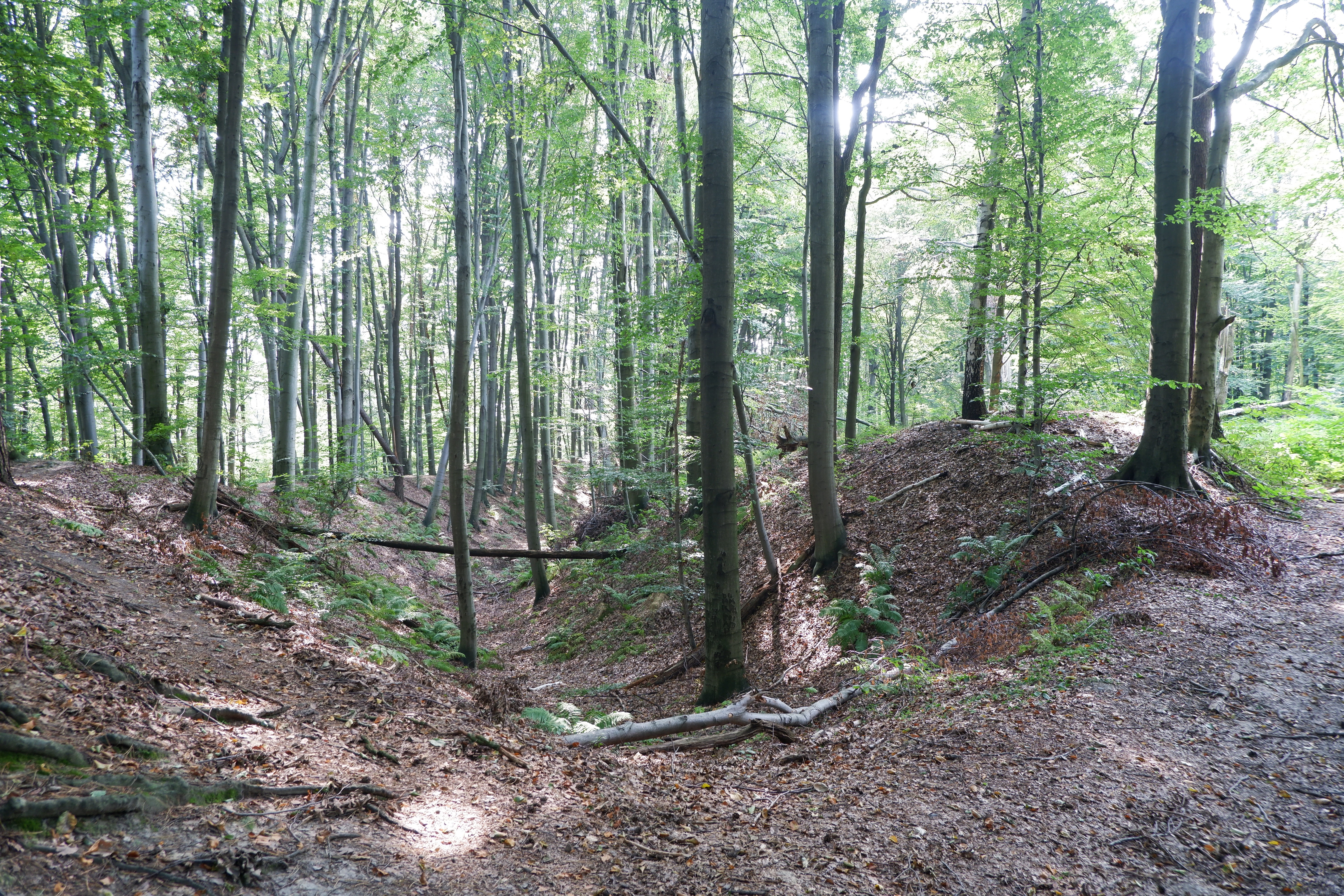
Pozostałości grodziska (2024)

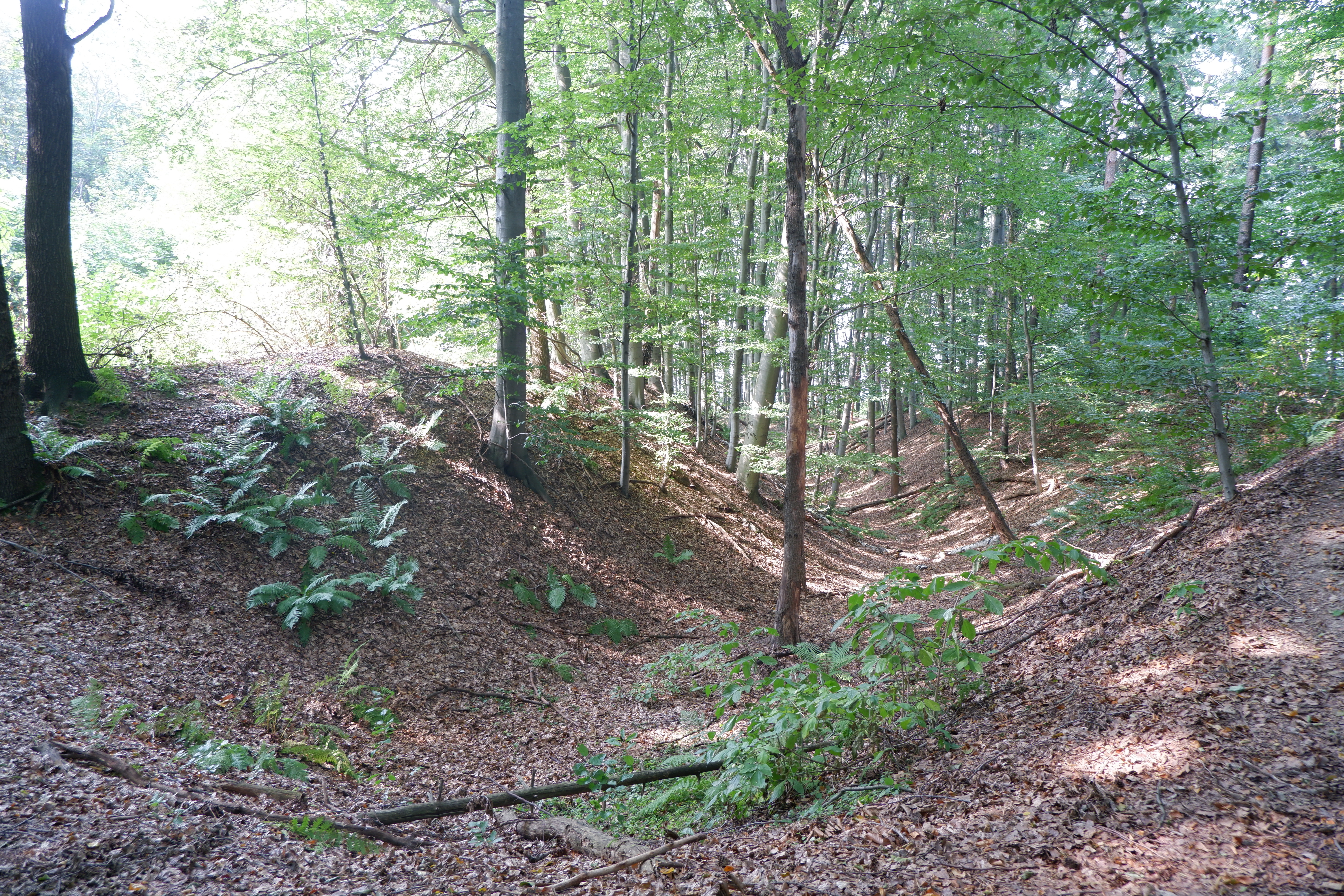
Pozostałości grodziska (2024)

Grodzisko Lubomia – wczesnośredniowieczne grodzisko użytkowane przez plemię Gołęszyców w okresie od VIII do IX wieku. Obiekt należy do największych (5,3 hektara) i najlepiej zachowanych grodzisk w województwie śląskim. Zabytek posiada wyjątkowo czytelne w terenie umocnienia ziemne oraz dobrze zachowane nawarstwienia kulturowe.
Znajduje się na skraju lasu Grabówka, między wsiami Lubomia i Syrynia w województwie śląskim, w powiecie wodzisławskim.
Grodzisko jest wpisane do rejestru zabytków prowadzonych przez Wojewódzkiego Konserwatora Zabytków w Katowicach pod nr C/705/65 w dniu 05.11.1965 r. Stanowi obiekt zabytkowy, prawnie chroniony.

## Wygląd
Na zalesionym terenie dobrze widoczne są pozostałości rozbudowanych fortyfikacji. Grodzisko jest trójczłonowe. Główna część grodu otoczona dwoma pierścieniami wałów ziemnych o maksymalnej średnicy ok. 150 m, wzmocnionych elementami drewnianymi. Ślady dwóch bram wjazdowych (wschodnia i zachodnia) umocnione dodatkowymi wałami oskrzydlającymi. Główny gród otoczony przez dwie fosy, pierwsza między dwoma pierścieniami wałów (na kilku odcinkach głębokość do 6 metrów)  i druga – płytsza – wokół zewnętrznego pierścienia wałów.
Po stronie wschodniej grodziska duże podgrodzie otoczone wałem ziemnym i pojedynczą fosą.

## Historia
Wczesnośredniowieczny gród z okresu plemiennego w Lubomi (stanowisko 1, AZP 103-41/50) powstał na miejscu nieufortyfikowanej osady, którą założono w VII w. Umocnienia grodowe zaczęto wznosić na przełomie VIII i IX w., ale już w 2. połowie IX w. gród uległ zniszczeniu w wyniku pożaru. Według J. Szydłowskiego pożar ten był skutkiem zbrojnego najazdu księcia Świętopełka (ur. ok. 844 – zm. 894 r.) trzeciego władcy państwa wielkomorawskiego. Jeśli hipoteza ta jest słuszna to wydarzenie to rozegrało się najprawdopodobniej pomiędzy 874 a 885 r. Jaka by nie była przyczyna pożaru po nim nie odbudowano już kompleksu grodowego. Dzięki notatce pochodzącej z 844 lub 845 r., napisanej przez anonimowego autora tzw. Geografa Bawarskiego, mieszkańców grodu można identyfikować ze słowiańskim plemieniem Golęszyców (łacińskie Golensizi). Notatka ta powstała dla Ludwika Niemca (ur. 806 – zm. 876 r.) z dynastii Karolingów i ma charakter wojskowo-informacyjny. Donosi o ludach żyjących na wschód od Łaby i na północ od Dunaju i określa ich potencjalną siłę mierzoną w ilości zajmowanych grodów. Według Geografa Bawarskiego Golęszyce byli plemieniem dosyć słabym i posiadali tylko pięć ośrodków grodowych. Można dodać, że na stanowisku zarejestrowano również ślady bytności ludności kultury przeworskiej z późnego okresu wpływów rzymskich.

## Znaczenie
Obok pozostałych grodów Gołęszyców  w Podoborze i Międzyświeciu, Grodźcu nad Morawicą i Raciborzu, do czasu upadku gród lubomski zajmował pozycję szczególną. Gród był prawdopodobnie centrum władzy plemiennej plemienia Gołęszyców i dominującym w okolicy ośrodkiem do momentu upadku. Budowa tak silnych umocnień była podyktowana lokalizacją na pograniczu Górnego Śląska i Państwa Wielkomorawskiego, które przez stulecia było polem rywalizacji książąt Wiślan i Wielkomorawskich, oraz stołeczną rolą Lubomi jako centrum plemiennego Gołęszyców. Grodzisko strzegło szlaku prowadzącego doliną Odry przez Bramę Morawską. Gród został spalony i zniszczony w trakcie jednej z wypraw księcia wielkomorawskiego Świętopełka, które miały miejsce w latach 874-885. Po spaleniu nie stwierdzono śladów prób odbudowy, stracił swoje znaczenie i ostatecznie upadł.

## Badania
Badania prowadzono w latach 1933-1938 (Roman Jakimowicz). Po II wojnie światowej w latach 1966-1968 kolejne badania zainicjowano staraniem Towarzystwa Miłośników Ziemi Wodzisławskiej, przy współfinansowaniu Rybnickiego Zjednoczenia Przemysłu Węglowego  (Jerzy Szydłowski).
Na terenie grodziska w Lubomi odkopano m.in. fragmenty kolczugi. Poświadcza to używanie tego rodzaju zbroi na terenie Polski w epoce plemiennej.  Podczas prac odkryto liczne obiekty archeologiczne (domostwa, paleniska, jamy osadowe, piec) i dużą ilość zabytków ruchomych (fragmenty ceramiki, narzędzia, ozdoby, broń i elementy uzbrojenia), w tym awarskie i wielkomorawskie przedmioty świadczące o kontaktach z południowymi sąsiadami. Nie rozpoznano całego stanowiska, ale z przeprowadzonych wykopalisk wynika, że główny człon grodu posiadał dosyć regularną zabudowę. Drewniane domostwa wzniesiono rzędem wzdłuż wewnętrznego pierścienia wału, a środek zajmował duży plac, tzw. majdan. Oprócz wzniesionych w konstrukcjach zrębowej i słupowej budynków naziemnych mieszkańcy osady użytkowali ziemianki i półziemianki – zapewne w celach gospodarczych. Wschodnia część grodu, czyli podgrodzie, najprawdopodobniej pozbawione było zabudowy i miało charakter refugialny. Okalające główny gród masywne wały ziemne wieńczyła konstrukcja drewniana, jak można wnosić, dosyć prosta na wale zewnętrznym i bardziej rozbudowana na wale wewnętrznym. W niektórych partiach obwałowań zarejestrowano faszynową plecionkę, która wzmacniała przed rozmywaniem lico wału. W Lubomi odkryto również trzy okazałe drewniane budowle z VII-VIII w., interpretowane jako sale zebrań, świątynie pogańskie lub zespół zamkowy.
W 2015 przeprowadzono badania nieinwazyjne grodziska w Lubomi, których wyniki mają być znane na przełomie 2015 i 2016 r.
Zabytki pochodzące z grodu w Lubomi znajdują się w Muzeum w Wodzisławiu Śląskim.